# پرسای درون‌پیچ
پرسای درون‌پیچ پرسایی که رشته‌های آن خمیدگی بسیار نامنظمی دارد و غالباً به صورتی زیبا در هم می‌پیچند.